# ليسرتيا باربرا
ليسرتيا باربرا (الاسم العلمي: Lessertia barbara) هو نوع من العناكب، يوجد في إسبانيا والمغرب والجزائر.